# William Clarke (cầu thủ bóng đá, sinh năm 1909)
William A. Clarke (sinh năm 1909) là một cầu thủ bóng đá người Anh thi đấu ở vị trí tiền đạo trung tâm.

## Sự nghiệp
Sinh ra ở Manchester, Clarke thi đấu cho Hyde United, Bradford City và Morecambe. Đối với Bradford City ông có 1 lần ra sân ở Football League.